# Seznam ministrů kontroly Československa
Toto je seznam ministrů kontroly Československa, který obsahuje chronologický přehled všech členů vlád Československa pověřených vedením ministerstva státní kontroly, Výboru lidové kontroly nebo jiných státních orgánů zajišťujících státní kontrolu.

## Seznam
| Č.                                                                    | Portrét                                                               | Portrét                                                               | Jméno                                                                 | Strana                                                                | Ve funkci                                                             | Ve funkci                                                             | Vláda                                                                 |
| Č.                                                                    | Portrét                                                               | Portrét                                                               | Jméno                                                                 | Strana                                                                | Od                                                                    | Do                                                                    | Vláda                                                                 |
| Státní ministr pověřený vedením Nejvyššího účetního kontrolního úřadu | Státní ministr pověřený vedením Nejvyššího účetního kontrolního úřadu | Státní ministr pověřený vedením Nejvyššího účetního kontrolního úřadu | Státní ministr pověřený vedením Nejvyššího účetního kontrolního úřadu | Státní ministr pověřený vedením Nejvyššího účetního kontrolního úřadu | Státní ministr pověřený vedením Nejvyššího účetního kontrolního úřadu | Státní ministr pověřený vedením Nejvyššího účetního kontrolního úřadu | Státní ministr pověřený vedením Nejvyššího účetního kontrolního úřadu |
| --------------------------------------------------------------------- | --------------------------------------------------------------------- | --------------------------------------------------------------------- | --------------------------------------------------------------------- | --------------------------------------------------------------------- | --------------------------------------------------------------------- | --------------------------------------------------------------------- | --------------------------------------------------------------------- |
| 1.                                                                    |                                                                       |                                                                       | Ján Bečko                                                             | ČSSD                                                                  | 21. července 1940                                                     | 12. listopadu 1942                                                    | Šrámek I                                                              |
| Funkce nevyužívána                                                    | Funkce nevyužívána                                                    | Funkce nevyužívána                                                    | Funkce nevyužívána                                                    | Funkce nevyužívána                                                    | 1942-1951                                                             | 1942-1951                                                             |                                                                       |
| Ministr státní kontroly                                               |                                                                       |                                                                       |                                                                       |                                                                       |                                                                       |                                                                       |                                                                       |
| 2.                                                                    |                                                                       |                                                                       | Karol Bacílek                                                         | KSČ                                                                   | 8. září 1951                                                          | 23. ledna 1952                                                        | Zápotocký a Široký I                                                  |
| 3.                                                                    |                                                                       |                                                                       | Jan Harus                                                             | KSČ                                                                   | 23. ledna 1952                                                        | 14. září 1953                                                         | Zápotocký a Široký I                                                  |
| 4.                                                                    |                                                                       |                                                                       | Oldřich Beran                                                         | KSČ                                                                   | 14. září 1953                                                         | 15. října 1955                                                        | Zápotocký a Široký I                                                  |
| 4.                                                                    | Široký II                                                             |                                                                       | Oldřich Beran                                                         | KSČ                                                                   | 14. září 1953                                                         | 15. října 1955                                                        |                                                                       |
| 5.                                                                    |                                                                       |                                                                       | Michal Bakuľa                                                         | KSČ                                                                   | 15. října 1955                                                        | 16. června 1956                                                       |                                                                       |
| 6.                                                                    |                                                                       |                                                                       | Josef Krosnář                                                         | KSČ                                                                   | 16. června 1956                                                       | 23. června 1961                                                       |                                                                       |
| 6.                                                                    | Široký III                                                            |                                                                       | Josef Krosnář                                                         | KSČ                                                                   | 16. června 1956                                                       | 23. června 1961                                                       |                                                                       |
| Ministr – předseda Ústředního úřadu státní kontroly a statistiky      |                                                                       |                                                                       |                                                                       |                                                                       |                                                                       |                                                                       |                                                                       |
| 7.                                                                    |                                                                       |                                                                       | Pavol Majling                                                         | KSČ                                                                   | 27. června 1961                                                       | 20. září 1963                                                         | Široký III                                                            |
| Ministr – předseda Ústřední komise lidové kontroly a statistiky       |                                                                       |                                                                       |                                                                       |                                                                       |                                                                       |                                                                       |                                                                       |
| 7.                                                                    |                                                                       |                                                                       | Pavol Majling                                                         | KSČ                                                                   | 20. září 1963                                                         | 20. ledna 1967                                                        | Lenárt                                                                |
| Funkce nevyužívána                                                    | Funkce nevyužívána                                                    | Funkce nevyužívána                                                    | Funkce nevyužívána                                                    | Funkce nevyužívána                                                    | 1967-1969                                                             | 1967-1969                                                             |                                                                       |
| Ministr – předseda Výboru lidové kontroly ČSSR                        |                                                                       |                                                                       |                                                                       |                                                                       |                                                                       |                                                                       |                                                                       |
| 8.                                                                    |                                                                       |                                                                       | Drahomír Kolder                                                       | KSČ                                                                   | 27. září 1969                                                         | 20. srpna 1972                                                        | Černík III                                                            |
| 8.                                                                    | Štrougal I                                                            |                                                                       | Drahomír Kolder                                                       | KSČ                                                                   | 27. září 1969                                                         | 20. srpna 1972                                                        |                                                                       |
| 8.                                                                    | Štrougal II                                                           |                                                                       | Drahomír Kolder                                                       | KSČ                                                                   | 27. září 1969                                                         | 20. srpna 1972                                                        |                                                                       |
| 9.                                                                    |                                                                       |                                                                       | Josef Machačka                                                        | KSČ                                                                   | 30. října 1972                                                        | 6. února 1976                                                         |                                                                       |
| 10.                                                                   |                                                                       |                                                                       | František Ondřich                                                     | KSČ                                                                   | 6. února 1976                                                         | 3. prosince 1989                                                      |                                                                       |
| 10.                                                                   | Štrougal III                                                          |                                                                       | František Ondřich                                                     | KSČ                                                                   | 6. února 1976                                                         | 3. prosince 1989                                                      |                                                                       |
| 10.                                                                   | Štrougal IV                                                           |                                                                       | František Ondřich                                                     | KSČ                                                                   | 6. února 1976                                                         | 3. prosince 1989                                                      |                                                                       |
| 10.                                                                   | Štrougal V                                                            |                                                                       | František Ondřich                                                     | KSČ                                                                   | 6. února 1976                                                         | 3. prosince 1989                                                      |                                                                       |
| 10.                                                                   | Štrougal VI                                                           |                                                                       | František Ondřich                                                     | KSČ                                                                   | 6. února 1976                                                         | 3. prosince 1989                                                      |                                                                       |
| 10.                                                                   | Adamec                                                                |                                                                       | František Ondřich                                                     | KSČ                                                                   | 6. února 1976                                                         | 3. prosince 1989                                                      |                                                                       |
| 11.                                                                   |                                                                       |                                                                       | Květoslava Kořínková                                                  | OF                                                                    | 3. prosince 1989                                                      | 27. června 1990                                                       |                                                                       |
| 11.                                                                   | Čalfa I                                                               |                                                                       | Květoslava Kořínková                                                  | OF                                                                    | 3. prosince 1989                                                      | 27. června 1990                                                       |                                                                       |
| Ministr kontroly                                                      |                                                                       |                                                                       |                                                                       |                                                                       |                                                                       |                                                                       |                                                                       |
| 11.                                                                   |                                                                       |                                                                       | Květoslava Kořínková                                                  | OF (poté OH)                                                          | 27. června 1990                                                       | 2. července 1992                                                      | Čalfa II                                                              |
| 12.                                                                   |                                                                       |                                                                       | Rudolf Filkus                                                         | HZDS                                                                  | 2. července 1992                                                      | 31. prosince 1992                                                     | Stráský                                                               |